# Symphlebia juvenis
Symphlebia juvenis är en fjärilsart som beskrevs av William Schaus 1896. Symphlebia juvenis ingår i släktet Symphlebia och familjen björnspinnare. Inga underarter finns listade i Catalogue of Life.